# Serhij Sydortschuk
Serhij Oleksandrowytsch Sydortschuk (ukrainisch Сергій Олександрович Сидорчук, * 2. Mai 1991 in Saporischschja) ist ein ukrainischer Fußballspieler. Seit 2023 spielt er für KVC Westerlo in Belgien.

## Karriere

### Verein
Sydortschuk begann seine Karriere in seiner Heimatstadt bei Metalurh Saporischschja, wo er im August 2009 in der Premjer-Liha debütierte. 2011 war er mit Saporischschja in die zweite Liga abgestiegen, aber bereits ein Jahr später wieder aufgestiegen. Im Januar 2013 wechselte er zum Topklub Dynamo Kiew. Anfangs kam er nur zu Kurzeinsätzen, erst in den beiden letzten Saisonspielen absolvierte er die komplette Spielzeit. Auch in der Saison 2013/14 kam er erst einmal nur sehr unregelmäßig zum Einsatz und wurde auf verschiedenen Positionen eingesetzt. 14 Einsätze, davon 5 über die volle Spielzeit absolvierte er in dem Jahr. Im Pokalfinale kam er erst in den letzten Minuten ins Spiel, konnte dann aber seinen ersten Titel feiern.
Ab 2014 konnte sich Sydortschuk im Team fest etablieren und er gewann mit Kiew seine erste ukrainische Meisterschaft. Im Pokalfinale, in dem die Titelverteidigung gelang, stand er in der Startaufstellung. In der Saison 2015/16 konnte der Meistertitel verteidigt werden.
Anfang September 2023 wechselte er zu KVC Westerlo nach Belgien.

### Nationalmannschaft
Sydortschuk wurde 2013 in den Play-off-Spielen der Weltmeisterschaftsqualifikation erstmals für die Nationalmannschaft nominiert. Sein Debüt gab er jedoch erst im Oktober 2014 im EM-Qualifikationsspiel gegen Belarus. In der Folge kam er regelmäßig zum Einsatz und gehörte auch zur Mannschaft, die in den beiden Relegationsspielen gegen Slowenien die Qualifikation für die Fußball-Europameisterschaft 2016 in Frankreich perfekt machte. Danach wurde er auch ins EM-Aufgebot der Ukraine aufgenommen. Die ersten beiden EM-Spiele gegen Deutschland und gegen Nordirland bestritt er jeweils in der Startaufstellung. Nach zwei Niederlagen stellte Trainer Mychajlo Fomenko das Team um und er wurde nicht mehr berücksichtigt. Nach den drei Partien schied die Ukraine aus.
Bei der Europameisterschaft 2021 stand er im Aufgebot der Ukraine, die im Viertelfinale gegen England ausschied.

## Erfolge
- Ukrainischer Meister: 2014/15, 2015/16, 2020/21
- Ukrainischer Pokalsieger: 2013/14, 2014/15, 2019/20, 2020/21
- Ukrainischer Supercupsieger: 2016, 2018, 2019, 2020